# 大协奏曲
大协奏曲（concerto grosso），可以说是协奏曲的早期形式，通过乐队的一部分和另一部分一问一答的交替来进行，通常是一组表现力较强，数量较少，称为“主奏部”，另一组数量较多，称为“协奏部”或“全奏部”，两部分轮流演奏，形成对比，呼应和组合。

## 巴洛克时期的大协奏曲
大协奏曲起源于意大利，是由当时流行的三重奏鸣曲这种体裁作为基础改进而来的。大协奏曲以乐队中的两组乐器分别担任“主奏部”、“协奏部”，替代原来三重奏鸣曲三声部之中的两个高音部，突出了“主奏部”和“协奏部”这两个声部之间的对比。阿尔坎杰罗·科雷利（Arcangelo Corelli）是将这一尝试真正变成了音乐史上浓墨重彩的一笔。
科列里留下了12首大协奏曲，1714年，在他死后结集出版，编为作品第六号op.6，其中前8首为所谓的教堂协奏曲（cancerti da chiesa），通常有慢板序曲作为前导，其后跟随快板赋格乐段，快慢乐章交替，较为庄重；后4首为室内协奏曲（concerti da camera,即宫廷风格协奏曲的意思），用吉格，库朗，小步舞曲，萨拉班德等舞曲作为乐章，风格较为轻快，其实后来的创作中二者的差别并不大。科列里的大协奏曲中的第8首g小调“圣诞协奏曲”最为著名（Concerto grosso in g minor, op.6 no.8）。
与科列里同时代的意大利作曲家也大都写有大协奏曲，如托雷利（Giuseppe Torelli,一般认为他创作了最早的大协奏曲）、亚历山德罗·斯卡拉蒂（Alessandro Scarlatti）以及维瓦尔第（Antonio Vivaldi）。托列里最有名的一首协奏曲同样经常在圣诞节演出，甚至和科列里的一样是g小调，Concerto grosso in g minor, op.8 no.6。维瓦尔蒂的大协奏曲有许多不同的主奏部组合，涵盖了当时几乎所有的乐器，其中很多和科列里一样选择两把小提琴和一把大提琴作为主奏部。
虽然发端于意大利，但巴洛克音乐的最高峰属于德国人巴赫（John Sebastian Bach）和亨德尔（George Fridrick Handel），大协奏曲也是一样。最伟大的大协奏曲，也是现在最常被演奏的大协奏曲，莫过于巴赫的六首勃兰登堡协奏曲（Concerto Brandenburg, BWV. 1046-1051）。而亨德尔的大协奏曲主要是作为歌剧和清唱剧的幕间曲而创作的，有op.3的6首以及op.6的12首，op.6更为著名，亨德尔当时如有神助，只用了1个月就完成了这12首大协奏曲，其中的第10，第12号在20世纪仍然经常上演。

## 大协奏曲的结构特征
成熟期的大协奏曲一般有三乐章，按照意大利小提琴学派的小提琴协奏曲的快-慢-快布局。早期教堂协奏曲主要是四乐章的。也有多乐章，类似于管弦乐序曲或组曲的形式，例如科列里的大协奏曲，里面有吉格，库朗，小步舞曲，萨拉班德等等。亨德尔的大协奏曲有一部分是作为歌剧和清唱剧的幕间曲而创作的，通常有慢板序曲作为前导，其后跟随快板赋格乐段，快慢乐章交替，属于教堂协奏曲的格式。
巴洛克大协奏曲个乐章的调性结构一般比较简单，多是关系大小调相间，而大调协奏曲通常给人以明亮，舒适的听觉效果，小调协奏曲则偏向黯淡，悲戚，特别是小调的快板赋格，常常给人以愤怒或悲壮的感觉。

## 现代音乐中的大协奏曲
现代作曲家如布洛赫（Ernest Bloch），施尼特凯（Alfred Schnittke）等人都创作过不少的大协奏曲（如施尼特凯的大协奏曲第1号，Concerto Grosso no.1 for 2 violins, prepared piano, harpsichord & 21 strings Op.88，其中作曲家使用了加料钢琴），一方面的原因是浪漫主义的协奏曲后期大多过分强调独奏乐器的炫技特点，一定程度上影响了音乐的表现；另一方面，巴洛克时代纯净的声音和审美追求在现代主义的今天有着特别的吸引力。